# Tour Pacific
A Tour Pacific (Tour Arcelor, Japan Tower) felhőkarcoló a párizsi La Défense üzleti központban. Puteaux önkormányzathoz tartozik. 
A torony, amely eredetileg a Japan Tower nevet viselte, Christian Pellerin egyik vívmánya, aki 1986-ban a Kurokawa-Inoue párosra bízta a tervezést.
2013 májusában a quebeci Ivanhoe-Cambridge csoport, a Caisse des Dépôts du Quebec ingatlanfiókja és a torony tulajdonosa 215 millió euróért eladta egy amerikai csoportnak.